# Wilhelm Pahls
Wilhelm Pahls (* 8. März 1936 in Celle) ist ein deutscher Evangelist und Prediger.

## Leben
Pahls ging von 1942 bis 1951 auf die Volksschule Oppershausen, sein Vater war der frühere Bürgermeister des Ortes. Er war zunächst Automechaniker, dann Handelsvertreter, dann kaufmännischer Angestellter in einem Kraftfahrzeugbetrieb, zwischendurch auch einmal für kurze Zeit Fernfahrer. Mit 20 Jahren erlebte er eine Bekehrung. Mit 21 Jahren hielt er seine ersten Predigten. 1960 war er Mitgründer und später Leiter des Missionswerks Die Bruderhand e. V. Mit 25 Jahren wurde er vollzeitlicher Evangelist und hat zahlreiche Evangelisationen durchgeführt – anfangs hauptsächlich im deutschsprachigen Raum einschließlich der Schweiz und Österreichs, später auch in Frankreich, Kirgisistan, Kasachstan, Russland, Polen, Rumänien, Brasilien, Paraguay, Kanada und Südafrika. Außerdem unternahm er Studienreisen (u. a. nach Israel, Ägypten, Jordanien, Griechenland und in die Türkei). Pahls gehört zu den bekanntesten Evangelisten im deutschsprachigen Raum. 
Wilhelm Pahls ist in zweiter Ehe mit Johanna Pahls verheiratet, nachdem seine erste Frau Margrit 1992 gestorben ist. Er hat aus der ersten Ehe vier Kinder und wohnt in Wienhausen bei Celle.

## Veröffentlichungen
- Religion oder Evangelium?, Schwengeler-Verlag, Berneck 1998, ISBN 978-3-85666-068-0.
- Lebt er noch? – Schlagt ihn tot! Autobiografie, Teil 1. Brunnen Verlag (Basel) 2006, ISBN 978-3-7655-1388-6.
- Mit Volldampf durch die Kontinente. Autobiografie, Teil 2. Brunnen Verlag, Basel 2007, ISBN 978-3-7655-1402-9.